# Ignacio Lovera
Ignacio Lovera (Santa Fe, 9 de junio de 1992) es un exfutbolista profesional argentino que se desempeñó en la posición de portero. Comenzó su carrera en las divisiones inferiores de Colón de Santa Fe, donde luego integró el plantel profesional por muchos años. En el año 2013 logró el campeonato de Reserva como capitán del equipo. En el año 2014 sufrió el descenso a la B nacional y luego en diciembre de 2014 logró el ascenso nuevamente a la primera división con Mostaza Merlo como DT. En 2016 emigró al club Unión La Calera de Chile, donde jugó en la segunda división hasta el año 2017.
Se capacitó como entrenador de arqueros e instructor infantojuvenil en la escuela de fútbol de ATFA, Victorio Nicolas Cocco, de la ciudad de Santa Fe. 
Desde agosto de 2023 se desenvuelve como entrenador de arqueros del seleccionado nacional de futbol de Baréin. Trabajando en competencias como las eliminatorias asiáticas para el Mundial 2026 y la Copa Asiática 2023 que se desarrolló en Catar. 

## Clubes como jugador
| Club            | País      | Año         |
| --------------- | --------- | ----------- |
| Colón           | Argentina | 2011 - 2016 |
| Unión La Calera | Chile     | 2016        |

## Clubes como Entrenador de Arqueros
| Club   | País   | Año               |
| ------ | ------ | ----------------- |
| Baréin | Baréin | 2023 - Actualidad |

### Etadísticas
Actualizado el 9 de agosto de 2016.
| Equipo                  | Div.                  | Temporada             | Liga     | Liga | Copa Nacional | Copa Nacional | Copa Internacional | Copa Internacional | Total    | Total |
| Equipo                  | Div.                  | Temporada             | Partidos | G.R. | Partidos      | G.R.          | Partidos           | G.R.               | Partidos | G.R.  |
| Colón Argentina         | 1.ª                   |                       |          |      |               |               |                    |                    |          |       |
| Colón Argentina         | 1.ª                   | 2013-14               | 0        | -0   | -             | -             | -                  | -                  | 0        | -0    |
| Colón Argentina         | 1.ª                   | 2014                  | 0        | -0   | -             | -             | -                  | -                  | 0        | -0    |
| Colón Argentina         | 1.ª                   | 2015                  | 0        | -0   | -             | -             | -                  | -                  | 0        | -0    |
| Colón Argentina         | 1.ª                   | 2016                  | 0        | -0   | -             | -             | -                  | -                  | 0        | -0    |
| Colón Argentina         | Total Colón           | Total Colón           | 0        | -0   | -             | -             | -                  | -                  | 0        | -0    |
| Unión La Calera · Chile | 2.ª                   |                       |          |      |               |               |                    |                    |          |       |
| Unión La Calera · Chile | 2.ª                   | 2016-17               | 2        | -3   | 2             | -3            | -                  | -                  | 4        | -6    |
| Unión La Calera · Chile | Total Unión La Calera | Total Unión La Calera | 2        | -3   | 2             | -3            | -                  | -                  | 4        | -6    |
| Total en carrera        | Total en carrera      | Total en carrera      | 2        | -3   | 2             | -3            | -                  | -                  | 4        | -6    |

## Palmarés

### Logros Deportivos
| Logro                      | Club  | País      | Año     |
| -------------------------- | ----- | --------- | ------- |
| Torneo de Reserva          | Colón | Argentina | 2012/13 |
| Ascenso a Primera División | Colón | Argentina | 2014    |